# スケゲイ・ジェウン
スケゲイ・ジェウン（モンゴル語: Sükegei J̌e'ün、生没年不詳）とは、13世紀前半に活躍したモンゴル帝国建国の功臣の一人。
『元朝秘史』などの漢文史料では速客該 者温(sùkègāi zhěwēn)と表記される。

## 概要
『元朝秘史』によると、スケゲイの5世祖がオクダなる人物でトンビナイ・セチェンの奴隷（ボゴル）で、その息子がスベゲイ、その息子がココチュ・キルサガン、その息子がスケゲイの父のイェゲイ・コンタカル（ジェゲイ・コンダコルとも）であった。オクダ、スベゲイは奴隷（ボゴル）と称されるがココチュ・キルサガンからはボゴルと呼ばれないため、当初は奴隷身分であったが後に奴隷的身分から解放されたかけいではないかとみられる。
スケゲイとその父のコンダコルはジャムカと決別した頃のテムジン（後のチンギス・カン）の勢力に帰参し、テムジンの臣下となったスケゲイはアルカイ・カサル、チャウルカン、タガイらとともに使臣（イルチ）の職を与えられた。『元朝秘史』によると、テムジンはこの4人にイルチの職を任せるに当たって「遠き矢（コラ・コゴチャク）、近き矢（オイラ・オドラ）とこそなれ」と語ったという。この後、早速スケゲイはタガイとともにオン・カン（トオリル）の下にテムジンがカンに即位したことを伝える使者（イルチ）として派遣されている。
チンギス・カンと長年同盟関係にあったケレイト部がモンゴルを裏切って奇襲をかけた時（カラ・カルジトの戦い）、モンゴル軍は敗れてバルジュナ湖に逃れざるをえなくなった。この時、アルカイとスゲゲイはチンギス・カンを裏切ったケレイト君主オン・カン、ジャムカらの非道を訴え、自らの正当性を訴えるための使者として派遣された。一方、この頃スケゲイの弟のトオリルはケレイト部に属する将軍として活躍しており、スケゲイはトオリルに対しても「先祖代々モンゴル部に仕えた身でありながら、ケレイトに仕えた」ことを非難するチンギス・カンの言葉を伝えた。この時、スケゲイの妻子はトオリルに引き留められたためスケゲイはケレイトの陣営を離れがたく、先にアルカイのみが帰ってチンギス・カンに報告を行った。このためか、これ以後スケゲイの活動は記録に残らなくなる。

## 子孫
清末の歴史学者屠寄は元代中期に権勢を振るったテムデルの曾祖父「唆海（suōhǎi）」と「速客該（sùkègāi）」は音の類似から同一人物ではないかと推測した。もし屠寄の推測が正しい場合、テムデルは唆海（＝スケゲイ？）の子のブリルギテイの子のムルクチ（木児火赤）の子として生まれたことになる。